# Домаћини светског првенства у фудбалу
Домаћину светског првенства у фудбалу поверено је организовање Светског првенства. До сада се ово такмичење одиграло на свим континентима осим у Океанији и на Антарктику.
Само су Италија, Француска, Немачка и Бразил били домаћин такмичења у два наврата, док ће Мексико постати прва земља која је организовала такмичење три пута 2026. године. Стадион Астека у Мексико Ситију је једино место на коме су одиграна два финала Светског првенства.

## Списак домаћина
Светско првенство се одржало 21. пут у 17 земаља.
| Година | Домаћин                     |
| ------ | --------------------------- |
| 1930   | Уругвај                     |
| 1934   | Италија                     |
| 1938   | Француска                   |
| 1942   | Отказано због Светског рата |
| 1946   | Отказано због Светског рата |
| 1950   | Бразил                      |
| 1954   | Швајцарска                  |
| 1958   | Шведска                     |
| 1962   | Чиле                        |
| 1966   | Енглеска                    |
| 1970   | Мексико                     |
| 1974   | Западна Немачка             |
| 1978   | Аргентина                   |
| 1982   | Шпанија                     |
| 1986   | Мексико                     |
| 1990   | Италија                     |
| 1994   | САД                         |
| 1998   | Француска                   |
| 2002   | Јужна Кореја / Јапан        |
| 2006   | Немачка                     |
| 2010   | Јужна Африка                |
| 2014   | Бразил                      |
| 2018   | Русија                      |
| 2022   | Катар                       |
| 2026   | Канада / Мексико / САД      |

## Резултати гласања

### Светско првенство у фудбалу 1930.
Кандидатуре:
- Мађарска
- Италија
- Холандија
- Шпанија
- Шведска
- Уругвај

Пре него што је конгрес ФИФА могао да гласа ко ће бити први домаћин Светског првенства, серија повлачења је довела до избора Уругваја. Холандија и Мађарска су се повукле, а ово је праћено повлачењем Шведске у корист Италије, а затим су се Италија и Шпанија повукле у корист, јединог преосталог кандидата, Уругваја. ФИФА-ин конгрес се састао у Барселони, Шпанија, 18. маја, 1929. да ратификује одлуку, а Уругвај је изабран без гласања. Избор локације је био веома контроверзан, с' обзиром на то да је било потребно три седмице путовања бродом између Европе и Јужне Америке. Због тога су само четири репрезентације из Европе учествовале на првенству.
Резултати:
1. Уругвај
2. Италија повукла се у корист Уругваја
3. Шпанија повукла се у корист Уругваја
4. Шведска повукла се у корист Италије
5. Холандија повукла се
6. Мађарска повукла се

### Светско првенство у фудбалу 1934.
Кандидатуре:
- Италија
- Шведска

Шведска се повукла пре гласања, препуштајући једином преосталом кандидату, Италији, да организује Светско првенство 1934. Одлука је ратификован од стране Конгреса ФИФА у Стокхолму, Шведска и Цириху, Швајцарска, 14. маја 1932. Фудбалски савез Италије прихватио је дужност домаћинства 9. октобра, 1932.
Резултати:
1. Италија
2. Шведска

### Светско првенство у фудбалу 1938.
Кандидатуре:
- Аргентина
- Француска
- Немачка

Пошто ниједна нација није повукла своје понуде пре гласања, конгрес ФИФА сазван је у Берлину, Немачка, 13. августа, 1936. да одлучи следећег домаћина Светског првенства. За избор Француске било је потребно само једно гласање, јер је Француска је имала више од половине гласова у првом кругу.
Резултати:
1. Француска, 19 гласова
2. Аргентина, 4 гласа
3. Немачка, 0 гласова

### Светско првенство у фудбалу 1942. и 1946.
Кандидатуре:
- Бразил
- Немачка

Избијање Другог светског рата отказало избор домаћина, као и само одржавање Светских првенстава 1942. и 1946.

### Светско првенство у фудбалу 1950.
Кандидатуре:
- Бразил

Бразил је званична понуда за Светско првенство поднео још 1942, али првенство је отказано након избијања Другог светског рата. Светско првенство 1950. је првобитно планирано за 1949, али је дан након што је Бразил изабран од конгреса ФИФА 26. јула, 1946. у Луксембургу, Светско првенство је померен за 1950.
Резултати:
1. Бразил

### Светско првенство у фудбалу 1954.
Кандидатуре:
- Швајцарска

Домаћин Светског првенства 1954, Швајцарска, одлучен је 26. јула 1946 у Луксембургу, истог дана када је Бразил изабран за организатора Светског првенства 1950. Ово Светско првенство је, због организовања првенства 1950, померен за једну годину, односно из 1953. у 1954.
Резултати:
1. Швајцарска

### Светско првенство у фудбалу 1958.
Кандидатуре:
- Шведска

Као и у већини ранијих надметања за домаћина првенства и ово је прошло без отпора, а конгрес ФИФА ратификовао је избор Шведске (који су повукли своје понуде за Светско првенство 1930. и 1934.), у Рио де Жанеиру, Бразил, 23. јуна 1950.
Резултати:
1. Шведска

### Светско првенство у фудбалу 1962.
Кандидатуре:
- Аргентина
- Чиле
- Западна Немачка

Западна Немачка је повукла своју кандидатуру пре гласања, које је одржано у Лисабону, Португал, 10. јуна 1956, остављајући две преостале понуде. У једном кругу гласања, Чиле је победио Аргентину.
Резултати:
1. Чиле 32 гласа
2. Аргентина 11 гласова
3. Западна Немачка повукла се

### Светско првенство у фудбалу 1966.
Кандидатуре:
- Енглеска
- Западна Немачка
- Шпанија

Шпанија је повукла понуду пре гласања од стране конгреса ФИФА, које је одржано у Риму, Италија, 22. августа 1960. Опет, постојао је само један круг гласања, а Енглеска је победила Немачку, као што је то урадила и у финалу тог првенства.
Резултати:
1. Енглеска 34 гласа
2. Западна Немачка 27 гласова
3. Шпанија повукла се

### Светско првенство у фудбалу 1970.
Кандидатуре:
- Аргентина
- Мексико

Конгрес ФИФА сазван је у Токију, Јапану, 8. октобра 1964. Био је потребан један круг гласања да би Мексико добио домаћинство.
Резултати:
1. Мексико 56 гласова
2. Аргентина 32 гласа

### Светско првенство у фудбалу 1974.,1978.и1982.
Кандидатуре 1974:
- Западна Немачка
- Шпанија

Кандидатуре 1978:
- Аргентина
- Мексико

Кандидатуре 1982:
- Западна Немачка
- Шпанија

У чудном склопу околности, три домаћина су изабрана у Лондону, Енглеска, 6. јула, 1966.од стране конгреса ФИФА. Шпанија и Немачка, једна наспрам друге биле су у трци за хостовање првенства 1974. и 1982, договорили су се да свака земља преузме одговорност организовања по једног првенства. Немачка је одустала од надметања 1982, а Шпанија повукла из надметања 1974. Мексико, који је освојио организацију првенства 1970. пре само две године, исто над Аргентином, пристао је да се повуче додели Аргентини домаћинство.
Резултати:
1974:
1. Западна Немачка
2. Шпанија повукла се уз замену за организовање првенства 1982

1978:
1. Аргентина
2. Мексико повукао се јер су освојили хостинг за Светско првенство 1970.

1982:
1. Шпанија
2. Западна Немачка повукла се уз замену за организовање првенства 1974

### Светско првенство у фудбалу 1986.
Кандидатуре:
- Колумбија

Гласањем сада управља Извршни одбор ФИФА (или ИО), који се састао у Стокхолму 9. јуна, 1974. и ратификовао једину понуду, Колумбијску понуду.
Резултати:
1. Колумбија

Међутим, Колумбија се повукла након што је изабрана за домаћина због финансијских проблема, 5. новембра 1982, мање од четири године пре догађаја. Позив за достављање понуда је послат поново, и ФИФА је добила кандидатуре три државе:
- Канада
- Мексико
- САД

У Цириху, 20. маја 1983, Мексико је једногласно освојио организовање, које се по први пут у историји одржало анонимно (осим оних држава које нису имале противника).
Резултати:
1. Мексико непознат број гласова (анонимно гласање)
2. Канада,  САД 0 гласова

### Светско првенство у фудбалу 1990.
Кандидатуре:
- Грчка
- Енглеска
- Италија
- Совјетски Савез

Енглеска и Грчка су се повукле пре гласања, које је требало да буде спроведено од стране ИО у Цириху, 19. маја 1984. Још једном, само један круг гласања је био потребан, а Италија је освојила више гласова од Совјетског Савеза.
Резултати:
1. Италија 11 гласова
2. Совјетски Савез 5 гласова
3. Грчка повукла се
4. Енглеска повукла се

### Светско првенство у фудбалу 1994.
Кандидатуре:
- Бразил
- Мароко
- САД

Упркос томе што је било три кандидатуре, био је само један круг гласања. Гласање је одржано у Цириху (трећи пут узастопно), 4. јула 1988, а Сједињене Државе су добиле организацију.
Резултати:
1. САД 10 гласова
2. Мароко 7 гласова
3. Бразил 2 гласа

### Светско првенство у фудбалу 1998.
Кандидатуре:
- Мароко
- Француска
- Швајцарска

Ово гласање је одржано, у Цириху, по четврти пут заредом, 1. јула 1992. Само једно гласање је био довољно да Француска преузме домаћинство и победи кандидатуре Марока и Швајцарске.
Резултати:
1. Француска 12 гласова
2. Мароко,  Швајцарска 7 гласова

### Светско првенство у фудбалу 2002.
Кандидатуре:
- Јапан
- Јужна Кореја
- Мексико

Дана 31. маја 1996, избор за домаћина је одржан у Цириху, пети пут узастопно. Заједничка понуда је формирана између Јапана и Јужне Кореје, а понуда је изгласана усмено. Први пут су 2 земље заједнички организовале Светско првенство.
Резултати:
1. Јапан/ Јужна Кореја (Заједничку понуда, изгласана усмено)
2. Мексико

#### Контроверза
Светско првенство у фудбалу било је први пут одржано у Азији, као и први пут заједнички организовано између две земље, Јужне Кореје и Јапана. У почетку, две азијске земље су биле конкуренти у процесу надметања. Али, непосредно пре гласања, сложили су се са ФИФА да заједнички организују првенство. Међутим, ривалство и удаљеност између њих довели су до организационих и логистичких проблема. ФИФА је изрекла да се заједничко домаћинство неће вероватно поновити, а то је 2004 је званично изјављено у ФИФА статуту.

### Светско првенство у фудбалу 2006.
Кандидатуре:
- Бразил
- Енглеска
- Јужна Африка
- Мароко
- Немачка

Дана 7. јула 2000, избор за домаћина одржан је, по шести пут узастопно, у Цириху. Бразил је повукао своју понуду три дана пре гласања, па је гласање сужено на четири понуде. Ово је био први избор у којем је било потребно више од једног круга гласања, а на крају су била потребна три. Немачка је у првом кругу гласања била убедљива, а у другом је била изједначена са Јужном Африком коју је у трећем кругу победила за само један глас.
Резултати:
| Држава       | Први круг | Други круг | Трећи круг |
| ------------ | --------- | ---------- | ---------- |
| Немачка      | 10        | 11         | 12         |
| Јужна Африка | 6         | 11         | 11         |
| Енглеска     | 5         | 2          | 0          |
| Мароко       | 2         | 0          |            |
| Бразил       | 0         | 0          |            |

#### Контроверза
Контроверза око одлуке о додели првенства 2006 Немачкој довело је до даље промене у гласању. Коначни резултат је био 12 гласова напрема 11 у корист Немачке против Јужне Африке, која је била фаворит за победу. Новозеландски члан ФИФА-е, Чарли Демпси, који је требало да гласа за Јужну Африку од стране фудбалске конфедерације Океаније, уздржао се од гласања у последњем тренутку. Да је гласао за Јужну Африку, резултат би био 12-12, дајући могућност да председник ФИФА Сеп Блатер, који је веровао у кандидатуру Јужне Африке, да одлучујући глас. Занимљиво је то, да је Чарли Демпси био један од 8 чланова ИО ФИФА, који је свој глас за Јужну Африку мењао за Шварцвалдску шунку и сат са кукавицом.

### Светско првенство у фудбалу 2010.
Кандидатуре:
- Египат
- Либија/ Тунис
- Јужна Африка
- Мароко

Ово је прво Светско првенство који је одржано у Африци. То је највећи спортски догађај икада одржан на том континенту, пошто Олимпијске игре тек треба да се одрже у Африци. Након што је потврђено од стране ФИФА да заједничка понуда неће бити дозвољен у будућности, Либија и Тунис су повукла њихову понуда 8. маја, 2004. Дана 15. маја 2004 у Цириху (седми пут узастопно), Јужна Африка, после пораза 2006, победила је дугогодишњи кандидата за домаћина, Мароко, 14 гласова наспрам 10, док Египат није добио ниједан глас.
Резултати:
| Држава       | Први круг |
| ------------ | --------- |
| Јужна Африка | 14        |
| Мароко       | 10        |
| Египат       | 0         |

1. Либија повукла се 8. маја 2004, након одлуке да заједничке понуде нису дозвољене
2. Тунис повукао се 8. маја 2004, након одлуке да заједничке понуде нису дозвољене

### Светско првенство у фудбалу 2014.
Кандидатуре:
- Бразил

ФИФА је наставила континенталну ротацију одржавања Светског првенства, а првенство 2014. одржано је у Јужној Америци. Бразил је био први кандидат без противника, још од првенства '86, иако је Колумбија била заинтересована, као и Чиле и Аргентина да заједнички организују првенство, сви су одустали. Извршни одбор ФИФА је потврдио, 30. октобра 2007. једногласном одлуком да ће Бразил угостити најбоље фудбалере на 20. првенству света.
Резултати:
1. Бразил

### Светско првенство у фудбалу 2018.
Кандидатуре:
- Белгија/ Холандија
- Енглеска
- Русија
- Шпанија/ Португалија

ФИФА је објавила 29. октобра 2007. да више неће наставити са континенталном ротацијом, након селекције 2006. године. Најновија политика за избора домаћина је та да свака земља може да поднесе кандидатуру, под условом да њихова континентална конфедерација није била домаћин у претходна два Светска првенства. То значи да земље из Африке и Ј. Америке нису имале право организације. Извршни одбор је 2. децембра 2010. објавио да ће Русија организовати првенство.
Резултати:
| Држава               | Први круг | Други круг |
| -------------------- | --------- | ---------- |
| Русија               | 9         | 13         |
| Шпанија/ Португалија | 7         | 7          |
| Белгија/ Холандија   | 4         | 2          |
| Енглеска             | 2         | 0          |

#### Контроверза
Пре гласања, због наводног мита суспендована су два члана ИО ФИФА, смањен је број бирача на 22. Енглеска је подигла жалбу, након објаве Русије као домаћина. Ове жалбе су укорењене у оптужбу да је било елемената корупције у оквиру Комисије за гласање и да је резултат је био унапред одлучен, и да су чланови Извршног одбора заборавили обећања да гласају за понуду Енглеске.

### Светско првенство у фудбалу 2022.
Кандидатуре:
- Аустралија
- Јапан
- Јужна Кореја
- Катар
- САД

ФИФА је објавила 29. октобра 2007. да више неће наставити са континенталном ротацијом, након селекције 2006. године. Најновија политика за избора домаћина је та да свака земља може да поднесе кандидатуру, под условом да њихова континентална конфедерација није била домаћин у претходна два Светска купа. То значи да земље из Европе и Ј. Америке нису имале право организације. Извршни одбор је 2. децембра 2010. објавио да ће Катар организовати првенство. Први пут у историји гласања је било потребно 4 рунде.
Резултати:
| Држава       | Први круг | Други круг | Трећи круг | Четврти круг |
| ------------ | --------- | ---------- | ---------- | ------------ |
| Катар        | 11        | 10         | 11         | 14           |
| САД          | 3         | 5          | 6          | 8            |
| Јужна Кореја | 4         | 5          | 5          | 0            |
| Јапан        | 3         | 2          | 0          | 0            |
| Аустралија   | 1         | 0          | 0          | 0            |

#### Контроверза
Пре гласања, због наводног мита суспендована су два члана ИО ФИФА, те је смањен број бирача на 22.

### Светско првенство у фудбалу 2026.
Кандидатуре:
- Мароко
- Канада /  Мексико /  САД

По правилима да домаћин не може бити из конфедерација из којих долазе претходна два (Европа и Азија), једине две кандидатуре дошле су из Африке, у виду Марока и Северне Америке — уједињена кандидатура САД, Канаде и Мексика. Гласање за домаћина 23. издања Светског првенства у фудбалу одржано је на 68. ФИФА конгресу у Москви, 13. јуна 2018. године, дан пред почетак турнира 2018. године. У гласању за домаћина турнира учествовало је 200 савеза чланица ФИФА, а заједничку кандидатуру земаља Северне Америке изгласало је 67% гласача. Један глас био је за опцију „ниједан од понуђених”, док су остали отишли Мароку. Такмичење 2026. године биће прво на коме су домаћини три земље, док ће Мексико постати прва земља у којој је три пута одржано Светско првенство. На турниру који ће бити први са 48 земаља учесница, стадион Астека може постати први стадион на коме су игране утакмице Светског првенства на три различита турнира.
| Земља                  | Гласова | Гласова |
| Канада / Мексико / САД | 134     |         |
| Мароко                 | 65      |         |
| Ниједно од понуђених   | 1       |         |
| Укупно гласова         | 200     |         |